# Triclabendazole
Triclabendazole, được bán dưới tên thương hiệu Egaten và các thương hiệu khác, là một loại thuốc được sử dụng để điều trị sán lá gan, đặc biệt là fascioliasis và paragonimiasis. Nó rất hiệu quả cho cả hai loại bệnh sán trên. Có thể phải thực hiện điều trị nội trú tại bệnh viện. Nó được đưa vào cơ thể qua đường miệng với một hoặc hai liều.
Tác dụng phụ thường ít, nhưng có thể bao gồm đau bụng và nhức đầu. Đau bụng mật có thể xảy ra do giun chết. [2] Mặc dù không có tác hại nào được tìm thấy trong quá trình mang thai, nhưng triclabendazole vẫn chưa được nghiên cứu kỹ trong nhóm bệnh nhân này. Nó là một thành viên của nhóm thuốc benzimidazole cho giun.
Nó nằm trong Danh sách các loại thuốc thiết yếu của Tổ chức Y tế Thế giới, các loại thuốc hiệu quả và an toàn nhất cần thiết trong một hệ thống y tế. Nó không được bán ở Hoa Kỳ. Đối với con người, nó có thể được lấy từ Tổ chức Y tế Thế giới. Nó cũng được sử dụng đối với các động vật khác.

## Hóa tính
Nó là một thành viên của gia đình antimonintics benzimidazole. Các thuốc benzimidazole có chung cấu trúc phân tử, triclabendazole là ngoại lệ trong việc có vòng benzen clo hóa nhưng không có nhóm carbamate. Các benzimidazol như triclabendazol thường được chấp nhận gắn với beta-tubulin và ngăn chặn sự trùng hợp của các vi ống mà chúng là một phần.